# بيرس مكدونالد
بيرس مكدونالد هو نقابي وسياسي كندي، ولد في 4 أغسطس 1955 في كينغستون في كندا. حزبياً، نشط في Yukon New Democratic Party ‏.

## مناصب
- انتخب عضو الجمعية التشريعية في يوكون ‏ (19 أكتوبر 1992 – ).
- انتخب Premier of Yukon [الإنجليزية]‏ (19 أكتوبر 1996 – ).
- انتخب عضو الجمعية التشريعية في يوكون ‏ (7 يونيو 1982 – 19 أكتوبر 1992).
- انتخب Premier of Yukon [الإنجليزية]‏ (30 سبتمبر 1996 – ).